# L'Expulsion du jardin d'Éden
L'Expulsion du jardin d'Éden – en anglais Expulsion from the Garden of Eden – est un tableau réalisé par le peintre américain Thomas Cole en 1828. Cette huile sur toile illustre l'épisode du Livre de la Genèse consacré à l'expulsion d'Adam et Ève du jardin d'Éden : dans un paysage montagneux constellé de cascades, le couple de pécheurs vient de franchir une arche naturelle de laquelle émane un rayonnement divin, laissant derrière lui à droite une région lumineuse et riante, où l'on remarque des fleurs, des cygnes et des sommets enneigés, pour pénétrer à gauche dans un monde très sombre et venteux, où l'on aperçoit un loup, un vautour et un volcan. L'œuvre est conservée au musée des Beaux-Arts de Boston, dans le Massachusetts.